# Sultan Stevenson
Sultan Stevenson (* um 2000 in London) ist ein britischer Jazzmusiker (Piano, Keyboard, Komposition).

## Werdegang
Sultan Stevensons Eltern sind barbadischer und vinzentinischer Abstammung. Er besuchte die Julian Joseph Jazz Academy und die Musikschule Tomorrow’s Warriors, an denen er von Julian Joseph, Gary Crosby, Simon Purcell und Robert Mitchell unterrichtet wurde. Ab 2020 trat er mit seinen regulären Bandkollegen Jacob Gryn und Joel Waters in London auf; er hatte Auftritte in den Veranstaltungsorten Jazz Re:freshed, The Jazz Cafe, The Vortex und auf dem London Jazz Festival. Erste Aufnahmen entstanden um 2020 mit dem Bandkollektiv Tomorrow’s Warriors (I Am Warrior) und 2021 mit der Gitarristin Emily Jane Roberts (The Persistence of Memory). 2023 legte er bei Whirlwind Recordings sein Debütalbum Faithful One vor, das er mit seinem Trio sowie den Gastmusikern Josh Short und Denys Baptiste eingespielt hatte. Stevenson nennt McCoy Tyner, Kenny Kirkland, Geri Allen und Ahmad Jamal als einige seiner größten Einflüsse. Derzeit (2023) studiert er Jazzpiano an der Guildhall School of Music. Als „Newcomer of the Year“ wurde er 2023 bei den Parliamentary Jazz Awards ausgezeichnet. 2025 legte er das Album El Roi  vor, mit Josh Short und Soweto Kinch als Gastmusikern.